# الولد الصغير (قنبلة)
34°23′29″N 132°27′29″E / 34.3914°N 132.4581°E

الولد الصغير (Little Boy) هو الاسم المشفر الذي أطلق على أول قنبلة ذرية ألقيت على مدينة هيروشيما اليابانية في 6 أغسطس 1945 من قاذفة القنابل بي-29 «إينولا جاى» والتي كان يقودها الكولينيل بول تيبيتس من السرب 393 من القوات الجوية الأمريكية. وتعتبر هذه القنبلة هي أول سلاح نووي يتم استخدامه، وبعد إلقاءها بثلاثة أيام تم إلقاء القنبلة الثانية «الرجل البدين» (فات مان بالأنجليزية:Fat Man) على مدينة ناجازاكي.
لقد تم تطوير هذه القنبلة ضمن مشروع مانهاتن خلال الحرب العالمية الثانية وتستمد القوة التفجيرية من الانشطار النووي من اليورانيوم 235. وكان قصف هيروشيما هو ثاني تفجير نووي صناعي في التاريخ (الأول هو «ترينيتي» بغرض التجارب)، وكانت الأولى التي تعتمد على اليورانيوم بغرض التفجير. فقط 600 ملليغرام من اليورانيوم تم تحويلها إلى طاقة للتدمير. وانفجرت بقدرة تدميرية تعادل ما بين 13 و18 كيلوطن من مادة تي ان تي، وقتلت ما يقرب من 140,000 شخص. ولم يتم اختبار هذا التصميم في موقع الاختبار ترينيتي، على خلاف قنبلة البلوتونيوم (فات مان) الأكثر تعقيدا، التي تم اختبارها. وكانت الكمية المتاحة من اليورانيوم المخصب في هذا الوقت صغيرة جدا في ذلك الوقت، ورئي أن تصميم قنبلة اليورانيوم بسيط ولابد من أن يعمل ولم يكن هناك حاجة إلى اختباره.

## تصميم القنبلة
يبلغ طول قنبلة «الولد الصغير» 10 أقدام (3.0 م) وقطرها 28 بوصة (71 سم) ووزنها إلي 8,900 رطل وزنها (4000 كيلوغرام). تم استخدام تصميم المدفع لهذه القنبلة وحيث تدفع المتفجرات كتلة جوفاء من اليورانيوم 235 أقل من الكتلة الحرجة لهدف من كتلة أخرى لتكون الكتلة الحرجة لبدء تفاعل نووي متسلسل. ورغم أنها تحتوي على 64 كيلوغرام من اليورانيوم، إلا أن الذي خضع للانشطار النووي هو 0.7 كجم، ومن هذه الكتلة لم يتحول سوى 0.6 غرام إلى الطاقة.
لم يتم اختبار هذه القنبلة وكان الاختبار النووي الوحيد الذي تم في منطقة ترينيتي كان باستخدام قنبلة البلوتونيوم وهي من النوع الإنهيارى ولهذا عدة أسباب منها أن كمية اليورانيوم 235 كانت ضيئلة للغاية - مقارنة بكمية البلوتونيوم المتوفرة آنذاك - والتي كانت تعد بمفاعل هانفورد. بالإضافة إلى أن تصميم القنبلة من نوع القنبلة ذات الانشطار المصوب وهو تصميم بسيط ولا يحتاج سوى بعض الاختيارات المعملية لتجميع القنبلة وهذا مختلف عن التصميم المعقد للقنبلة الانهيارية كقنبلة الرجل البدين التي أُلقيت على مدينة ناجازاكي ولهذا كان يوجد يقين بأن هذه القنبلة لابد لها من الانفجار.

تصميم القنبلة

برغم من أن هذا التصميم تم استخدامه لاحقاً بعض المرات في بعض الاختبارات إلا أنه تم استخدامه كسلاح في هذه المرة فقط وذلك لوجود خطورة شديدة من أنه قد ينفجر عن طريق الخطأ. ويعتبر هذا التصميم غير آمن مقارنةً بالأسلحة النووية الحديثة. وبما أن الهدف الرئيسي هو ضمان انفجار القنبلة فتم استخدام نظام أمان بدائي لهذه القنبلة مما كان يمكن أن ينجم عنه انفجار القنبلة في أي وقت وهذا بسبب:
- تحطم الطائرة الناقلة للقنبلة
- شرارة كهربية
- حريق
- صاعقة

## التصاميم غير البديهية
لأكثر من خمسين عاماً كانت كل المطبوعات تصف هذه القنبلة بأنها مقذوف صغير أطلق على منتصف كتلة كبيرة. ولقد كانت النظريات عن الكتلة الحرجة تملى أن القذيفة يجب أن تكون القطعة الجوفاء الأكبر. وأن تتكون من كتلتين حرجتين من اليورانيوم 235، وإحدى هذه القطعتين ستحتاج إلى تكون أكثر من الحد الأدنى للكتلة الحرجة والشكل الأجوف ذلك لإتاحة المزيد من النيوترونات للفرار، وليس سبباً لمزيدٍ من الانشطار.

## الآثار المادية للقنبلة
تم اختيار مدينة هيروشيما لأنه كان مطلوب معرفة تأثير القنبلة على مدينة كاملة غير مدمرة حيث يتم دراسة الدمار فيما بعد، وقد تم قياس الطاقة لحظة الانفجار عن طريق أجهزة ألقيت بالباراشوت من طائرة أخرى تحلق بجانب قاذفة القنبلة. وأوضحت البيانات التي أُرسلت بالراديو من هذه الأجهزة أن قوة الانفجار بلغت 12 كيلوطن.
أما الآثار التدميرية التي نتجت فكان سببها الانفجار والنيران والإشعاع النووي.

### الانفجار

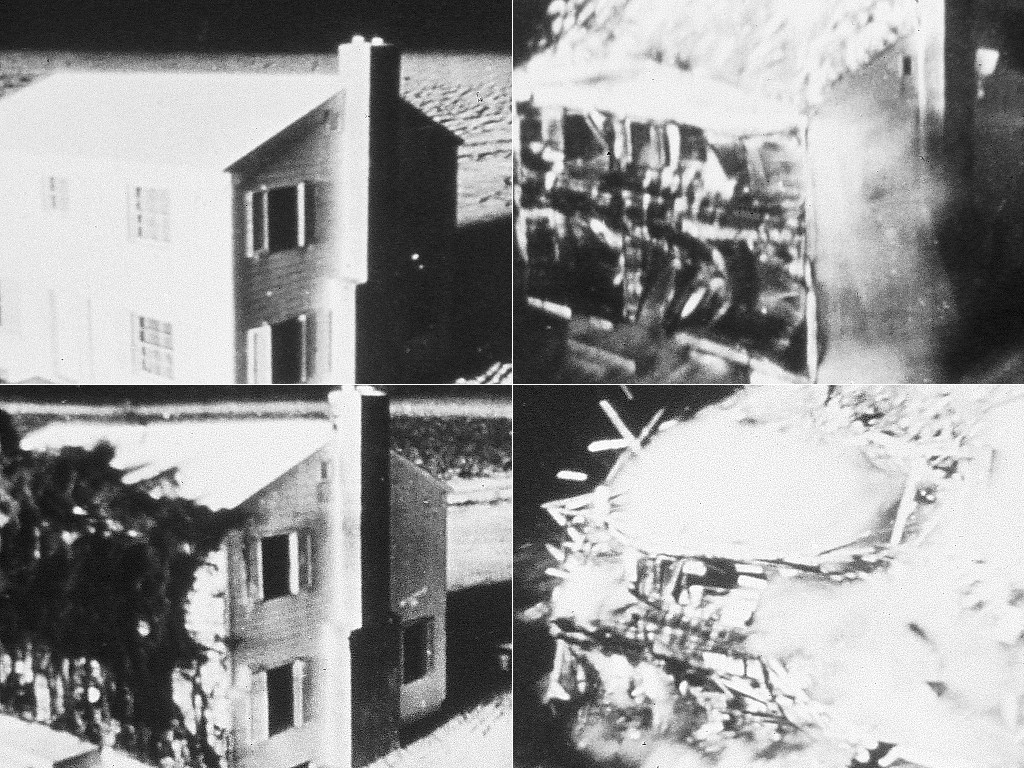
منزل مدمر في تفجير اختبارى بنيفادا عام 1953

ينتج الانفجار من قنبلة نووية بسبب الهواء الساخن الذي ترفع درجة حرارته أشعة إكس مشكلة كرة نيران كبيرة تؤدى إلى موجات انضغاط عنيفة تتحرك بسرعة أعلى من سرعة الصوت كما يحدث في الرعد المصاحب للبرق.
وقد مدت الملاحظات عن انفجار هيروشيما بكل المعلومات عن الانفجار النووي لأن الطبيعة الجبلية لمدينة ناجازاكي تسببت بارتداد هذه الموجات فسببت أنواع أخرى معقدة من التدمير.
في انفجار هيروشيما تم تدمير كل البنايات في دائرة محيطها ميلٌ واحد (1.6 كم) حيث أرسل الأنفجار موجات انضغاطية عنيفة بسرعة تماثل سرعة الصوت حيث تحولت كل المباني إلى أثر وعلى مسافة ميل كانت قوة الموجات الانفجارية 5 psi وهي كافية لتدمير أية مباني مدنية.

### النيران

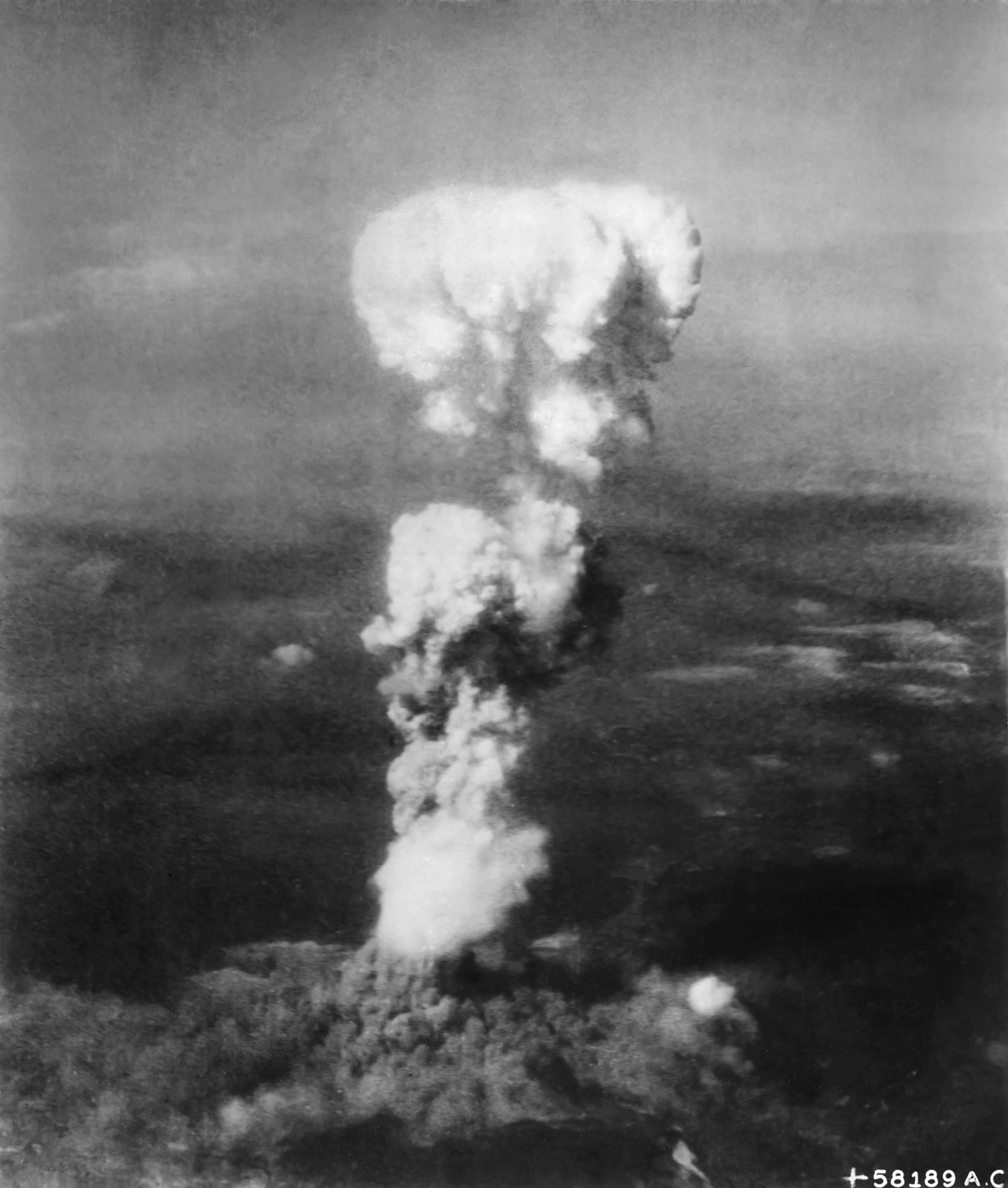
اثناء إلقاء القنبلة الذرية في سماء هيروشيما

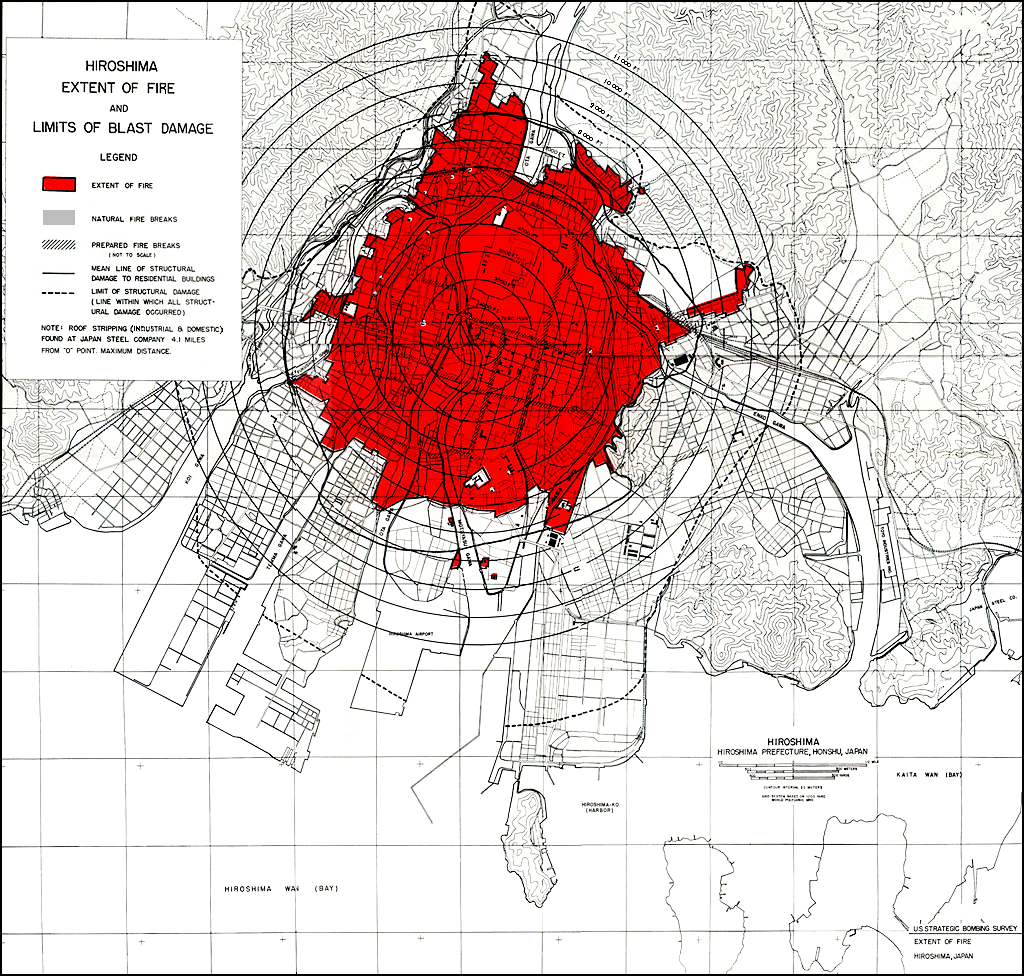
خريطة توضح منطقة كرة النيران

كانت أول الآثار للقنبلة هي ضوء مبهر مع موجات حرارية منبعثة من كرة النيران، ويصل قطر كرة النيران إلى 370 متر وتصل حرارتها إلى 4,000 °C محرقة كل شيء ومذيبة للزجاج والرمال إلى قطع من الزجاج الذائب وقتلت كل البشر في طريقها وأحرقت الجثث. ومن أشهر الأمثلة على قوة النيران وجود ظل لضحية غير معروف هويتها على أحد الجدران.
بعض النيران الأولية تحركت مع موجات الأنفجار إلا أن هذه الموجات أشعلت عدة حرائق أخرى من الأفران والسيارات المحطمة وإحداث حرائق بسبب مس كهربائي فتكونت عدة حرائق صغيرة واندمجت مع كرة النيران ملتهمةً كل ما في طريقها.
كان قطر منطقة الاحتراق حوالي 3 كم، وتحولت المنازل التي تحطمت جراء الانفجار إلى وقود لهذه العاصفة النارية حيث احترقت الهياكل الخشبية لهذه المنازل بالإضافة إلى الأثاث. كما ساعدت مواسير الغاز المحطمة في زيادة الحرائق، وفشلت جهود رجال الإطفاء لأن الطرق كانت مسدودة من الحطام بالإضافة إلى تحطم مواسير المياه.
لا يمكن معرفة عدد الضحايا على وجه الدقة لأن الجثث أحرقت تماماً كما ولنفس السبب لا يمكن معرفة عدد من قتلوا جراء الانفجار أم من كرة النيران وتم تقدير عدد الضحايا بناء على بيانات السكان الذين كانو يقطنون هذه المنطقة.

### الإشعاع
يتلوث الغبار والرماد الناتج من الانفجار بالمواد الانشطارية المشعة، والتي تساقطت حول حفرة الانفجار مشكلة منطقة أكبر من منطقة الانفجار ومع قوة الانفجار من الممكن أن يصل هذا الغبار إلى طبقة الستراتوسفير وتصبح جزء من البيئة العالمية، ونظرا لأن التفجير كان أعلى من سطح الأرض بحوالي 600 متر فلم يكن هناك حفرة انفجار أو غبار متطاير.
و قد إنبعثت كميات هائلة من النيترونات وأشعة غاما مباشرة من كرة النيران وأصابت الناس القريبة من الانفجار بجرعات إشعاعية قاتلة إلا أنهم ماتوا قبل أن تظهر عليهم أعراض الإشعاع.
وبعد عدة أيام كان بعض ممن وجدوا على حافة منطقة الأنفجار قد ماتوا بسبب أمراض الإشعاع الحادة وقيست أثار الإشعاع عن طريق الأدلة والمشاهدة ولم تقاس عن طريق الإحصائيات الدقيقة فقد لوحظ زيادة في أمراض السرطان وخصوصاً سرطان الدم بين الناجين وأطفالهم، وإلى الآن لا توجد أية أدلة دقيقة بين التعرض للإشعاع والأمراض الوراثية لأطفال الناجين.

## تطور القنبلة
تم بناء قنبلة الولد الصغير من خلال مشروع مانهاتن خلال الحرب العالمية الثانية. وكان من المعروف أن اليورانيوم المخصب ذو طبيعةٍ انشطارية، ولذا فتم استخدامه لصنع القنبلة، ومعظم العمل في تشييد القنبلة كان لتخصيب نظائر اليورانيوم اللازم لصنع القنبلة، وتم التخصيب بمنطقة أوك ريدج بولاية تينيسي وبدأت العملية في فبراير 1943، وذلك بعد سنوات طويلة من الأبحاث.
بدأت أول الاختيارات وتصاميم النماذج الأولية في الظهور في بدايات 1943 ذلك في الوقت الذي أصبح معمل لوس ألموس ضمن أنظمة مشروع مانهاتن. وكان تصميم القنبلة (طراز المدفع) مخصص لسلاح اليورانيوم والبلوتونيوم (تصميم الرجل النحيف) إلا أنه في أبريل 1944 وجد أن طبيعة البلوتونيوم الحساسة للانشطار التلقائي لا تصلح لهذا التصميم لذا في يوليو 1944 كان عمل المعمل منصب فقط على قنبلة البلوتونيوم، وعلى العكس فكان تصميم قنبلة اليورانيوم شديد البساطة.
ولقد واجه فريق تصميم قنبلة المدفع والذي كان يقوده فرانسس بيرش مشكلة أخرى، فبالرغم من سهولة التصميم إلا أن المشكلة تكمن في عدم وجود كمية كافية من اليورانيوم -235 وكانت الكميات المطلوبة غير متوفرة ولن تكون كذلك قبل منتصف عام 1945 إلا أن بيرش استطاع إقناع الآخرين بمتابعة صنع قنبلة اليورانيوم كضمان في حال فشل قنبلة البلوتونيوم وفعلا تم الانتهاء من التصميم في فبراير 1945 واكتملت القنبلة في مايو 1945.
معظم اليورانيوم اللازم لإنتاج القنبلة جاء من منجم شينكولوبوي ويرجع الفضل في ذلك إلى الرئيس التنفيذي لاتحاد التعدين بكاتانغا العليا، إدغار سينجير الذي شحن 1000 طن من خام اليورانيوم إلى مستودع نيويورك في عام 1939. وهناك كمية صغيرة تم جلبها من الغواصة الألمانية يو 234 التي أسرت بعد استسلام ألمانيا في مايو 1945. وكان تخصيب اليورانيوم في أوك ريدج، تينيسي، وذلك عن طريق الفصل الكهرومغناطيسي في أجهزة الكالوترون ومعامل الانتشار الغازي، بالإضافة إلى كمية صغيرة أسهمت بها السيكلوترون من معامل ارنست لورنس سين للإشعاع، واحتوى قلب قنبلة الولد الصغير على 64 كيلوغراما من اليورانيوم، منها 50 كجم تم تخصيبها إلى 89 ٪، والباقي 14 كيلوغراما تم تخصيبها إلى 50 ٪. ومع متوسط تخصيب اليورانيوم إلى 80 ٪، قد يصل اليورانيوم إلى نحو 2.5 ضعف الكتلة الحرجة. وعلى سبيل المقارنة فقد كان تجربة ترينيتي وقنبلة الرجل البدين خمسة أمثال الكتلة الحرجة.

## بناء القنبلة
في 14 يوليو 1945 غادر قطار معامل لوس ألموس وكان يحمل عدة أجزاء من القنبلة بالإضافة إلى مقذوف من اليورانيوم نظرا لأن القلب لم يكن جاهزاً بعد وتم ايصالها إلى منطقة هانتر بوينت بمرفأ البحرية الأمريكية في سان فرانسيسكو بولاية كاليفورنيا.

## وصلات خارجية ذات صلة
- كتيب معلومات عن قنبلة الانشطارية مكون من تسع صفحات 1-9 تحوي في الصفحة رقم 6 منها على معلومات تفصيلية عن قنبلة الولد الصغير.